# Luki Botha
 Lukas "Luki" Botha  va ser un pilot de curses automobilístiques sud-africà que va arribar a disputar curses de Fórmula 1.
Va néixer el 16 de gener del 1930 a Tswane (ara Pretoria), Gauteng, Sud-àfrica i va morir l'1 d'octubre del 2006.

## A la F1
Luki Botha va debutar a la primera cursa de la temporada 1967 (la divuitena temporada de la història) del campionat del món de la Fórmula 1, disputant el 2 de gener del 1967 el GP de Sud-àfrica al circuit de Kyalami.
Va participar en una única ocasió en una cursa puntuable pel campionat de la F1, aconseguint una vuitena posició però que no es va comptabilitzar perquè no va recórrer la distància mínima requerida per qualificar i no va assolir cap punt pel campionat del món de pilots.

## Resultats a la Fórmula 1
| Any  | Equip      | Xassís  | Motor  | 1      | 2   | 3   | 4   | 5   | 6   | 7   | 8   | 9   | 10  | 11  | Posició | Punts |
| ---- | ---------- | ------- | ------ | ------ | --- | --- | --- | --- | --- | --- | --- | --- | --- | --- | ------- | ----- |
| 1967 | Luki Botha | Brabham | Climax | SUD NC | MON | HOL | BEL | FRA | GBR | ALE | CAN | ITA | USA | MEX | -       | 0     |

### Resum
| Curses: | Victòries: | Pòdiums: | Poles: | Voltes ràpides: | Punts: |
| ------- | ---------- | -------- | ------ | --------------- | ------ |
| 1       | 0          | 0        | 0      | 0               | 0      |